# 大垣隆
大垣 隆（おおがき たかし、1943年5月12日 - ）は日本の政治家。国分寺町長を2期、下野市長を1期務めた。

## 経歴
産業能率短期大学卒業。1962年（昭和37年）国分寺町役場に入庁。
2001年（平成13年）3月、町役場を退職。同年7月の国分寺町長選挙で初当選。2005年（平成17年）に無投票で町長に再選。2006年（平成18年）1月10日、国分寺町が南河内町、石橋町と新設合併し下野市が発足したことに伴い町長を失職した。
2006年2月5日に告示された下野市発足に伴う市長選挙では大垣以外に立候補の届け出がなく大垣は無投票で市長に初当選する。ところが、同年4月の市議会議員選挙の際に候補者陣営を回って「陣中見舞い」と称して現金を渡していたことが同年6月に明らかになり公職選挙法（寄付行為の禁止）に抵触する行為として問題になる。大垣は市議会で謝罪し同月26日に市長を辞職した。
その後、2010年（平成22年）7月11日に行われた下野市長選挙に立候補するが、当時現職だった広瀬寿雄に敗れた。